# سندروم کسلر

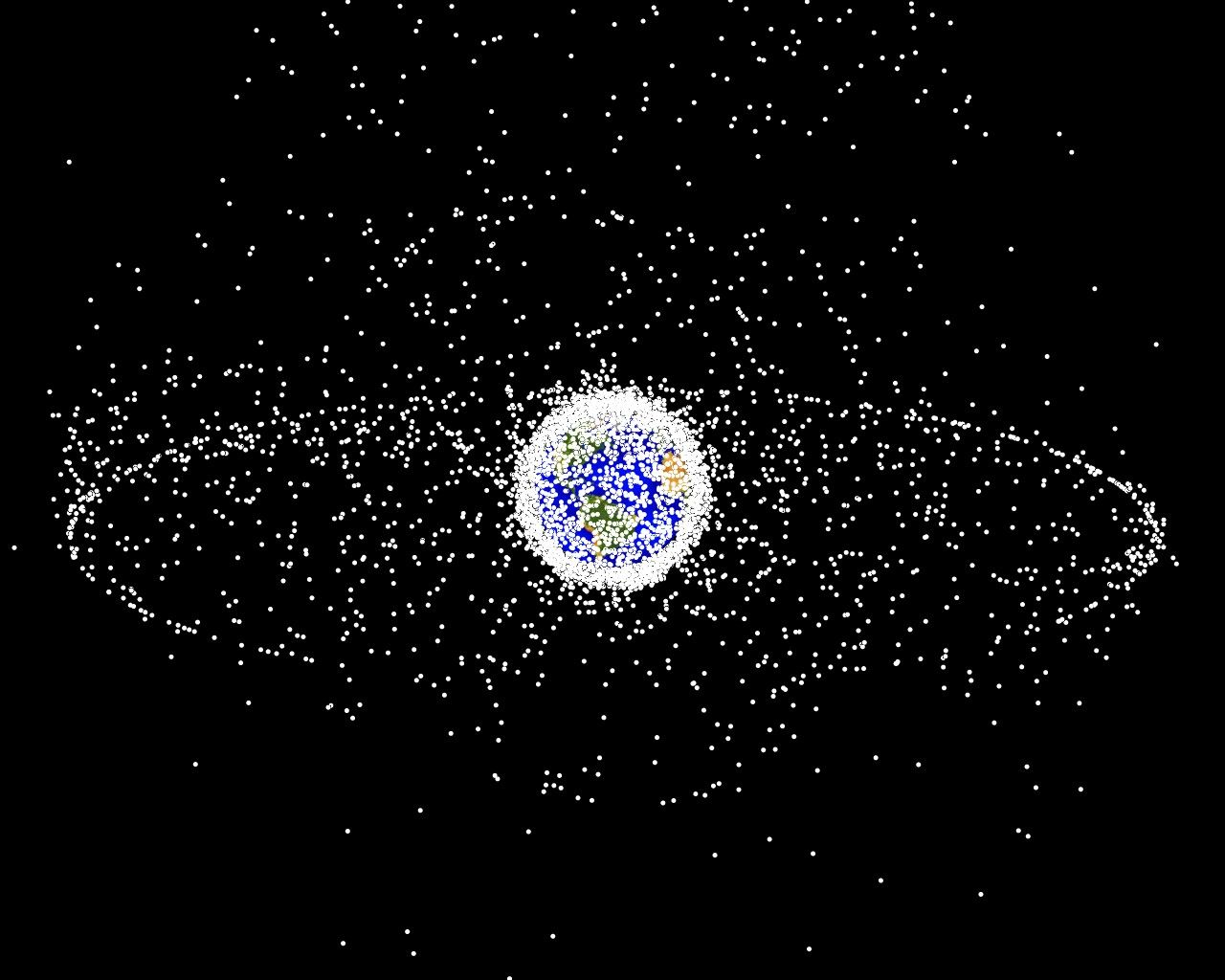
زباله فضایی خارج از مدار در مدار ژئوسنیک (GEO) دیده می‌شود. دو میدان اصلی زباله فضایی وجود دارد: حلقه اشیاء در GEO و ابر اشیا در مدار زمین کم (LEO).

سندرم کسلر (همچنین اثر کسلر، آبشارهای تصادفی یا آبشار آبریزش) که توسط دانشمند ناسا دونالد جی کسلر در سال ۱۹۷۸ پیشنهاد شده‌است، سناریویی است که در آن چگالی اشیاء در مدار زمین کم (LEO) به اندازه کافی بالا می‌رود که برخورد بین اشیاء می‌تواند یک آبشار ایجاد کند که در آن هر برخورد باعث ایجاد زباله فضایی می‌شود که احتمال برخورد بیشتر را افزایش می‌دهد. یکی از نتایج این اثر این است که توزیع زباله در مدار می‌تواند فعالیت‌های فضایی و استفاده از ماهواره‌ها در مدارهای خاص را برای چندین نسل‌های غیرممکن کند. در سال ۲۰۰۹ میلادی، کسلر طی مقالاتی خاطرنشان ساخت که محیط زباله‌ها به دلیل ناپایداری، باعث می‌شود که هر تلاشی برای دست‌یابی به محیطی محدود و کوچک از زباله‌ها (حتی اگر فاقد رشد و گسترش زباله‌های جدید باشد) بدون از بین بردن منابع زباله‌های گذشته و به واسطه به وقوع‌پیوستن مقوله‌ای همچون ویژگی دومینو تقریباً ناممکن است.

## تولید و تخریب اشیا
هر ماهواره، فضاپیما یا ماموریت فضایی یک پتانسیل تولید زباله فضایی است. یک دلیل افزایش احتمال اثر کسلر تعداد روبه‌فزون ماهواره‌ها در مدار است. در سال ۲۰۱۴، حدود ۲۰۰۰ ماهواره تجاری و دولتی در مدار زمین وجود داشت. تخمین زده می‌شود ۶۰۰٬۰۰۰ قطعه زبال فضایی در ابعاد ۱ تا ۱۰ سانتی‌متر وجود داشته باشد و به‌طور متوسط یک ماهواره سالانه به این دلیل تخریب می‌شود.

## برای مطالعهٔ بیشتر
- Kessler, D (2009). "The Kessler Syndrome (As Discussed by Donald J. Kessler)". Archived from the original on 2010-05-27. Retrieved 2010-05-26.